# Дзеркальний телескоп Шайна
45°10′13.18″ пн. ш. 33°15′11.18″ сх. д. / 45.1703278° пн. ш. 33.2531056° сх. д.
Дзеркальний телескоп ім. Г. А. Шайна — один з найбільших у Європі рефлекторів, другий за величиною оптичний телескоп на території країн пост-радянського простору і найбільший в Україні. Головний інструмент Кримської астрофізичної обсерваторії. Телескоп носить ім'я його ідейного творця — академіка Г. А. Шайна.
Відповідно до рішення радянського уряду головним телескопом створеним в Кримської обсерваторії повинен бути рефлектор з дзеркалом 2,5 м.

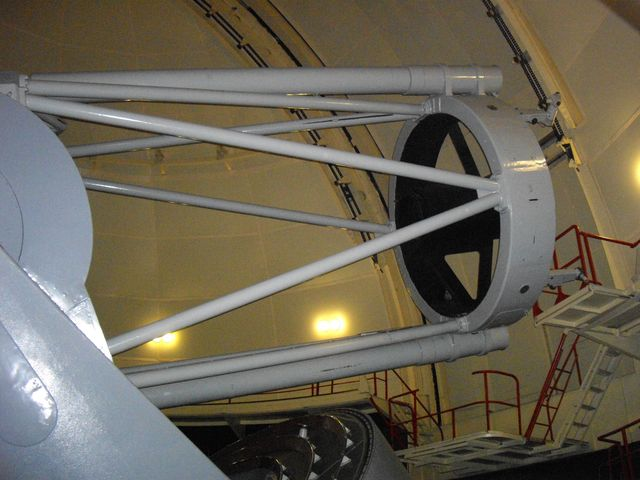

Будівництво телескопа було доручено Ленінградському оптико-механічному об'єднання. Головним конструктором телескопа став Б. К. Іоанісіані. У спорудженні брали участь понад сорок різних організацій. Для загального керівництва був організований комітет під головуванням В. Б. Ніконова. Робота почалася в 1954 р. У лютому 1956 р., коли проблемою зайнявся Д. Ф. Устинов, який очолював тоді Міністерство оборонної техніки, в систему якого входила і оптико-механічна промисловість, будівництво зрушило з мертвої точки. У 1960 спорудження 2,6-метрового рефлектора було закінчене. На момент створення телескоп був найбільшим у СРСР і в Європі і третім у світі. Для конструкторів та інженерів Ленінградського оптико-механічного об'єднання це був перший досвід створення великих телескопів. До грудня 1961 телескоп прийняла Державна комісія.
Телескоп будувався як універсальний астрофізичний інструмент. Його універсальність полягає в тому, що після головного дзеркала телескоп має 4 незалежні оптичні схеми: прямий фокус зі світлосилою F/4, фокуси Кассегрена і Несміта зі світлосилою F/16 та фокуси Куде — прямий і ламаний — зі світлосилою F/40. Що дозволяє працювати з великим набором апаратури, розрахованої для вирішення широкого кола астрономічних завдань. Основний напрямок досліджень, що проводяться на ДТШ — це нестаціонарні процеси, хімічний склад і магнетизм зірок і фізика активних ядер галактик, пов'язаних з потужними виділеннями енергії.
Г. А. Шайн, який був ініціатором створення в країні телескопа світового класу, не дожив до закінчення будівництва, помер в 1956 р.